# Méhoudin
Méhoudin är en kommun i departementet Orne i regionen Normandie i nordvästra Frankrike. Kommunen ligger i kantonen La Ferté-Macé som tillhör arrondissementet Alençon. År 2022 hade Méhoudin 121 invånare.

## Befolkningsutveckling
Antalet invånare i kommunen Méhoudin
| Referens: INSEE |